# Splitting Adam
Splitting Adam (bra: Adam e seus Clones; prt: A Divisão do Adam) é um telefilme estadunidense de 2015, dos gêneros comédia e ficção científica, dirigido por Scott McAboy e estrelado por Jace Norman, Jack Griffo e Isabela Moner.
O filme estreou na Nickelodeon dos Estados Unidos em 16 de fevereiro de 2015. No Brasil, o filme foi transmitido pela Nickelodeon em 18 de junho de 2015, e em Portugal, em 19 de junho de 2015, também pela Nickelodeon.

## Sinopse
Adam Baker (Jace Norman) se mete em muitos problemas no verão e por acidente, cai na câmara de bronzeamento de seu atrapalhado tio Mitch (Tony Cavalero) e se torna descolado e namorado de  Lori Collins (Isabela Moner), a garota de quem ele tem uma queda.

## Elenco
- Jace Norman como Adam Baker
- Isabela Moner como Lori Collins
- Jack Griffo como Vance Hansum
- Amarr M. Wooten como Sheldon
- Seth Isaac Johnson como Danny
- Tate Chapman como Gillian Baker
- Tony Cavalero como Mitch Baker